# Maastunnel

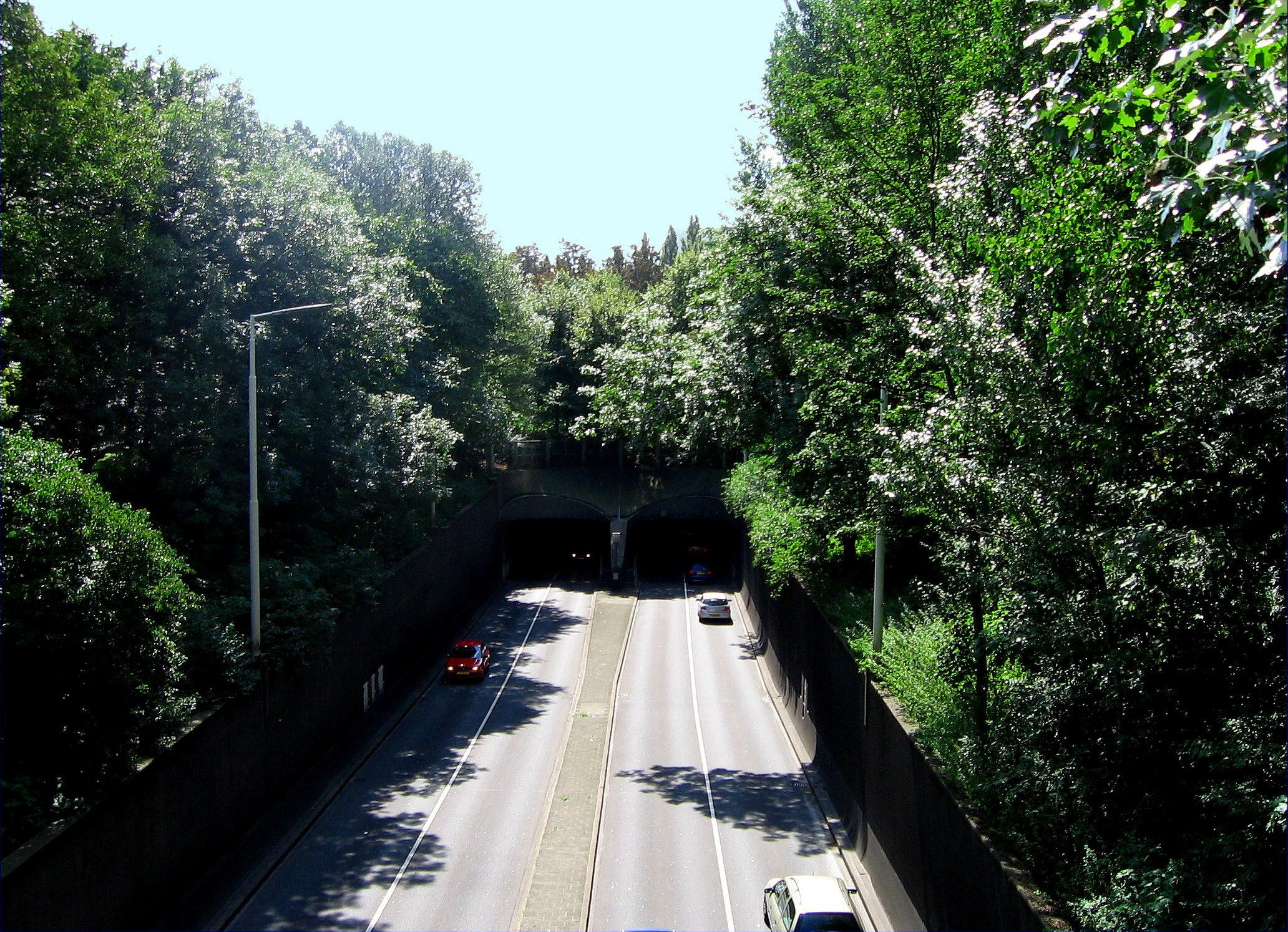
Nördlicher Tunneleingang für Kraftfahrzeuge

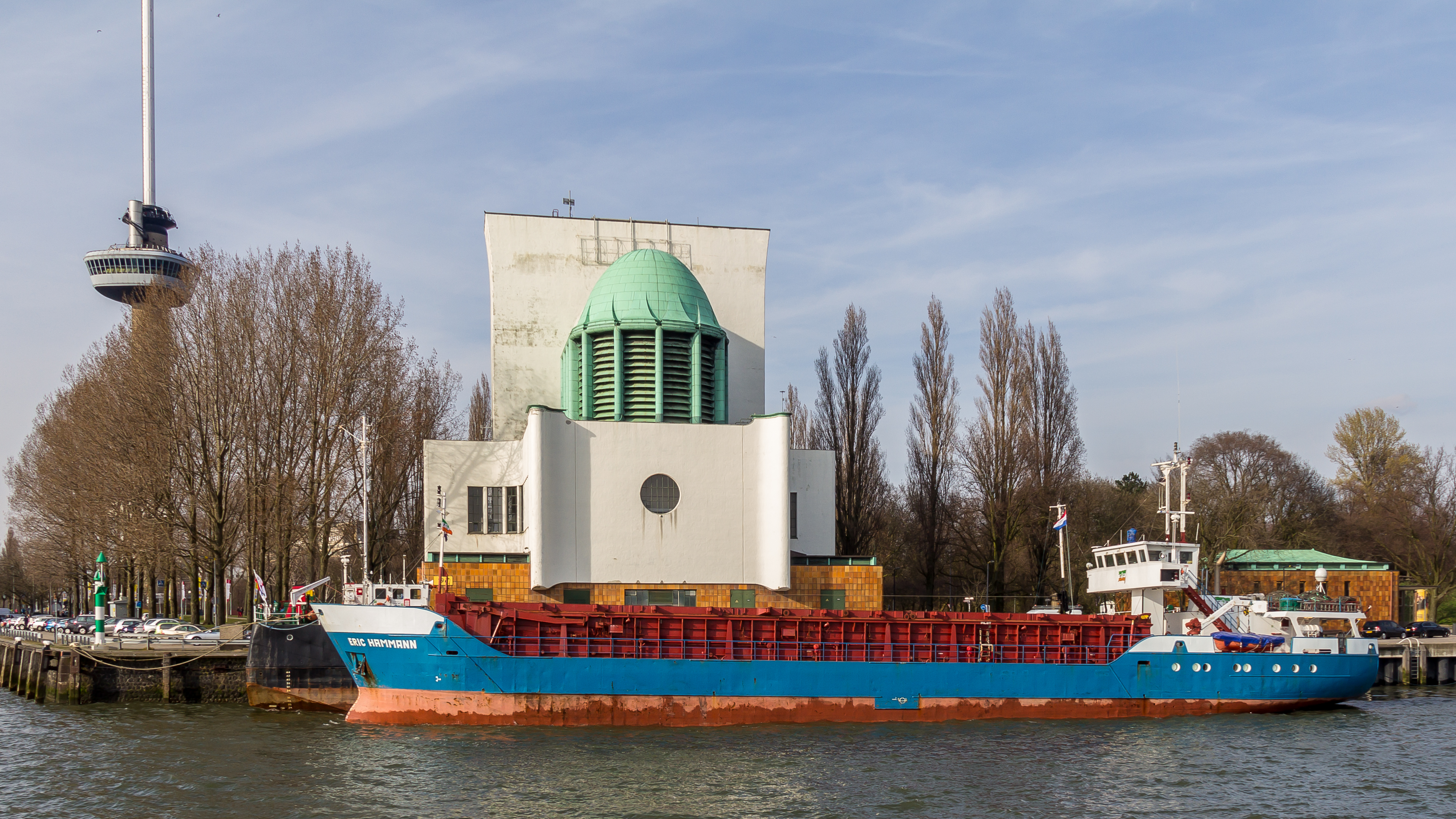
Nördliches Ventilationsgebäude des Maastunnels

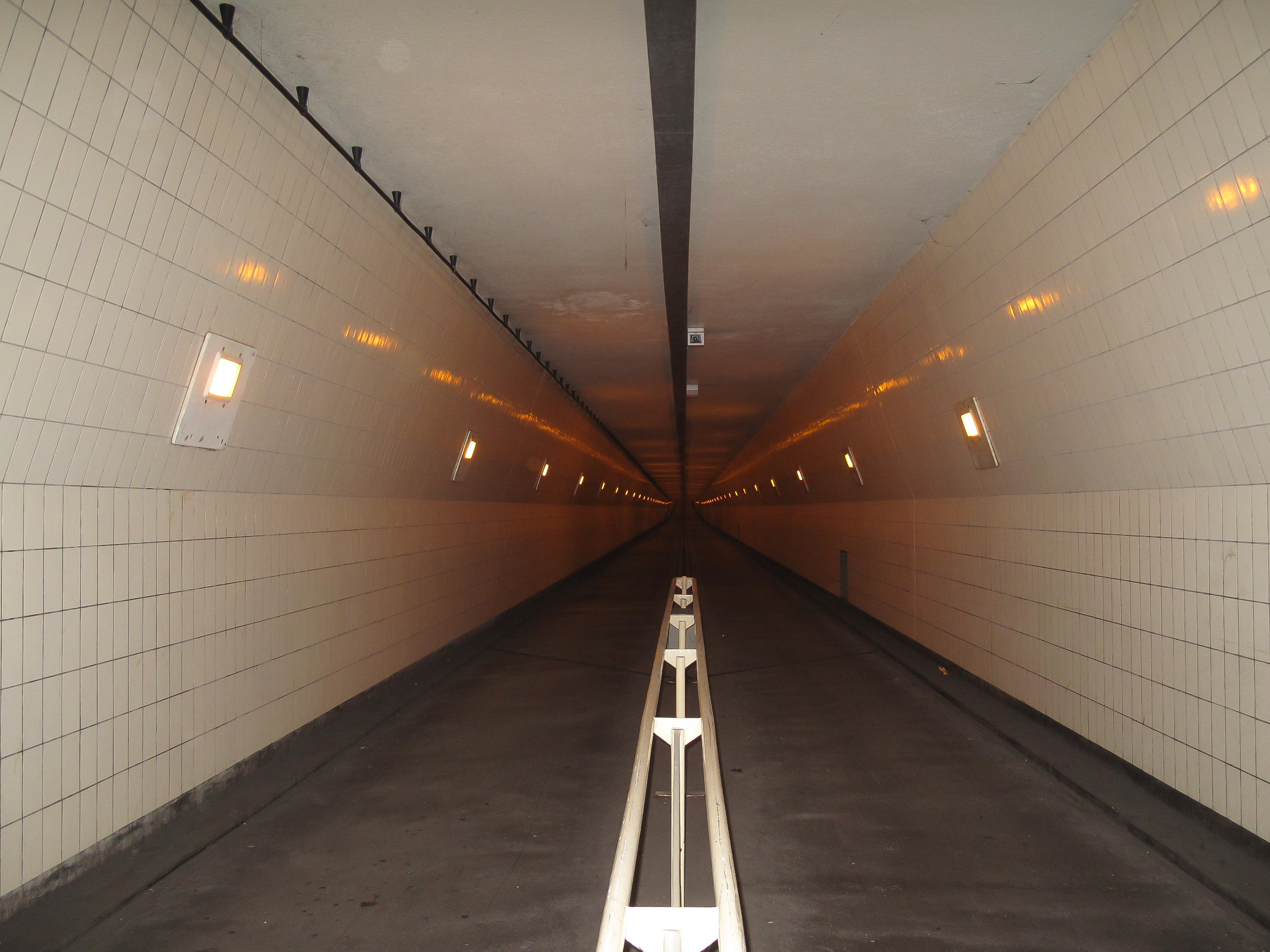
Tunnel für Räder

Der Maastunnel ist ein Straßentunnel, der in Rotterdam die beiden Ufer der Nieuwe Maas, eines Hauptarms des Rhein-Maas-Deltas, unterquert.
Einschließlich der Einfahrten ist der Tunnel 1070 Meter lang, der geschlossene Teil alleine 550 Meter. Neben Fußgängern, Radfahrern und Motorradfahrern nutzen den von 1937 bis 1942 gebauten Tunnel etwa 75.000 Autos täglich.
(Architekten: J.P. van der Bruggen, A.J. van der Steur)

## Geschichte
Obwohl sich Einwohner und Stadtentwickler Rotterdams vor dem Bau generell einig waren, dass eine neue feste Maasquerung nötig wäre, um den zunehmenden Verkehr in der Stadt zu bewältigen, gingen dem Bau des Maastunnels heftige Diskussionen voraus. Umstritten war dabei vor allem, ob diese Querung als Brücke oder als Tunnel ausgeführt werden sollte.
Schließlich entschied sich die Gemeinde für einen Tunnel, da eine Brücke über 60 Meter Höhe gebraucht hätte, um den Schiffsverkehr im Hafen Rotterdam nicht zu behindern und so noch teurer geworden wäre als ein Tunnel. So entschieden sie sich, den ersten Autotunnel der Niederlande zu errichten.
Auch während der Besetzung Rotterdams durch die Wehrmacht wurde der Bau fortgesetzt. Die deutsche Verwaltung wollte die Eröffnung als großes Spektakel inszenieren, obwohl der Bevölkerung zwei Jahre nach der Bombardierung der Stadt nicht danach war. Die Eröffnung desavouierten die beiden Jungen Joop Otte und Cor Wigman. Als die Funktionäre schon bereitstanden, um den Tunnel zu eröffnen, erschienen die beiden aus der Tunnelröhre auf ihren Fahrrädern. Sie hatten sich auf der anderen Flussseite in den Tunnel geschlichen und ihn schon durchquert.  
1944 beschloss die Stadt, den Tunnel auch für den Gebrauch von Trolleybussen befahrbar zu machen, verlegte dazu Leitungen, die aber nie zum Einsatz kamen. Gegen Ende des Zweiten Weltkriegs versah die Wehrmacht die Leitungen mit Sprengsätzen, um den Tunnel zu sprengen, dies fand allerdings nicht statt, wahrscheinlich weil der niederländische Widerstand die Sprengsätze zuvor entschärft hatte.

## Bau
Der Tunnel wurde durch die Absenkmethode errichtet, denn aufgrund der geographischen Gegebenheiten Rotterdams war es nicht möglich, den Tunnel in eine vorher errichtete Grube einzubauen, da jede Grube innerhalb von Stunden mit Grundwasser volllaufen würde. Bei der Methode wurden einzelne Tunnelsegmente in einem Trockendock angefertigt, an ihren späteren Einsatzplatz gebracht und dort in der Erde versenkt. Der Tunnel ist der erste Tunnel der Absenkmethode, dessen Querdurchschnitt rechteckig ist. Zuvor sind nur abgesenkte Tunnel gebaut worden, deren Querdurchschnitt rund war. Eine Methode, die danach bei zahlreichen anderen Tunnelbauten in den Niederlanden angewendet wurde. Ein Segment ist dabei 60 Meter lang, neun Meter hoch und 25 Meter breit. Insgesamt liegen dort unter der Maas vier dieser Röhren: zwei für Motorverkehr und zwei durch Rolltreppen erreichbare für Radfahrer und Fußgänger. In einem der Ventilationsgebäude befindet sich ein Gebäude zur Kontrolle der Luftqualität. 
Der tiefste Punkt des Tunnels liegt etwa 20 Meter unter Normalnull. Oberirdisch kann man den Verlauf des Tunnels an den beiden Ventilationsgebäuden am Ufer der Nieuwe Maas erkennen.